# Wikariat apostolski Awasa
Wikariat apostolski Awasa (łac. Vicariatus Apostolicus Avasanus; amh. አዋሳ ሐዋርያዊ ለውጥ) – jeden z 8 wikariatów obrządku łacińskiego w Kościele katolickim w Etiopii w regionie Narodów, Narodowości i Ludów Południa ze stolicą w Auasa. Erygowany przez Piusa XI 25 marca 1937 jako prefektura apostolska Neghelli, a przemianowana na prefekturę Awasa 15 października 1969. Podniesiony przez Jana Pawła II 15 marca 1979 do rangi wikariatu apostolskiego. Podlega bezpośrednio Stolicy Apostolskiej.

## Główne świątynie
- Katedra: Katedra Kidane-Meheret w Auasie

## Wikariusze apostolscy
- 1937–1945: ks. Gabriele Arosio
  - prefekt
- 1952–1973: bp Urbain-Marie Person OFMCap
  - prefekt
- 1979–1993: bp Armido Gasparini MCCJ
  - prefekt (1973–1979)
- 1993–2009: bp Lorenzo Ceresoli MCCJ
- 2009–2016: bp Giovanni Migliorati MCCJ
- 2016–2020: bp Roberto Bergamaschi SDB
- od 2025: bp Gobezayehu Getachew Yilma